# 10613 Kushinadahime
10613 Kushinadahime (1997 RO3) là một tiểu hành tinh vành đai chính được phát hiện ngày 4 tháng 9 năm 1997 bởi Y. Shimizu và T. Urata ở Đài thiên văn Nachi-Katsuura.